# BAR结构域
BAR结构域（英語：BAR domain）在分子生物学中是在细胞中参与膜动力学的许多蛋白质中出现的高度保守的蛋白质二聚化结构域。BAR结构域是香蕉形的，并且通过其凹面与膜结合。它能够通过优先结合弯曲的膜来感测膜弯曲。BAR结构域的命名是以它们被所发现的三种蛋白命名：Bin，Amphiphysin和Rvs。